# Arthur Gorovei
Arthur Gorovei (n. 19 februarie 1864, Fălticeni, Principatele Unite Române – d. 19 martie 1951, București, România) a fost un academician român, folclorist, etnograf, membru de onoare (1940) al Academiei Române.

## Biografie
Născut la 19 februarie 1864 la Fălticeni, învață la școala sătească din Rădăuți-Prut, urmând clasele primare și gimnaziul la Fălticeni, de unde trece apoi la Institutele Unite din Iași, de unde își ia bacalaureatul. Licențiat în Drept la Universitatea din Iași; magistrat până în 1903 iar apoi avocat la Fălticeni. A fost Prefect al județului Suceava și Primar al orașului Fălticeni. Ales membru corespondent al Academiei Române (1915); Doctor Honoris Causa de la Universitatea din Cernăuți; Senator Legionar. În 1892 a fondat la Fălticeni revista de folclor "Șezătoarea", care, cu unele întreruperi, a apărut timp de 26 de ani, având importantul sprijin moral, publicistic și mai cu seamă financiar al lui G. T. Kirileanu. Ultimul număr scos în anul 1931 cuprinde indicele analitic și alfabetic al celor 25 de volume ale acestei importante reviste.

## Distincții
- Ordinul Meritul Cultural, în gradul de Cavaler cl. II, pentru litere (1 februarie 1943)[2]

## Lucrări publicate
- Credinți și superstiții ale poporului român, Academia Română. Din vieața poporului  român. Culegeri și studii. XXVII. București, 1915
- Dr. Ioan Urban Jarnik, Editura „Cartea Românească”, București, 1934